# 2008年夏季殘疾人奧林匹克運動會塞爾維亞代表團
2008年夏季殘疾人奧林匹克運動會塞爾維亞代表團於2008年9月6日至17日參加在中國北京舉行的第13屆殘疾人奧運會。
塞爾維亞在本屆殘奧會將派出14名運動員出戰包括田徑、乒乓球等合其三項項目。

## 獎牌榜
| 奖牌 | 运动员              | 项目   | 赛事             |
| ---- | ------------------- | ------ | ---------------- |
| 銀牌 | 鲍里斯拉娃·佩里奇   | 乒乓球 | 女子单打F4級     |
| 銀牌 | 德拉任科·米特罗维奇 | 田径   | 男子铁饼F53/54級 |

## 參賽項目
田徑、乒乓球